# Black & Decker Workmate

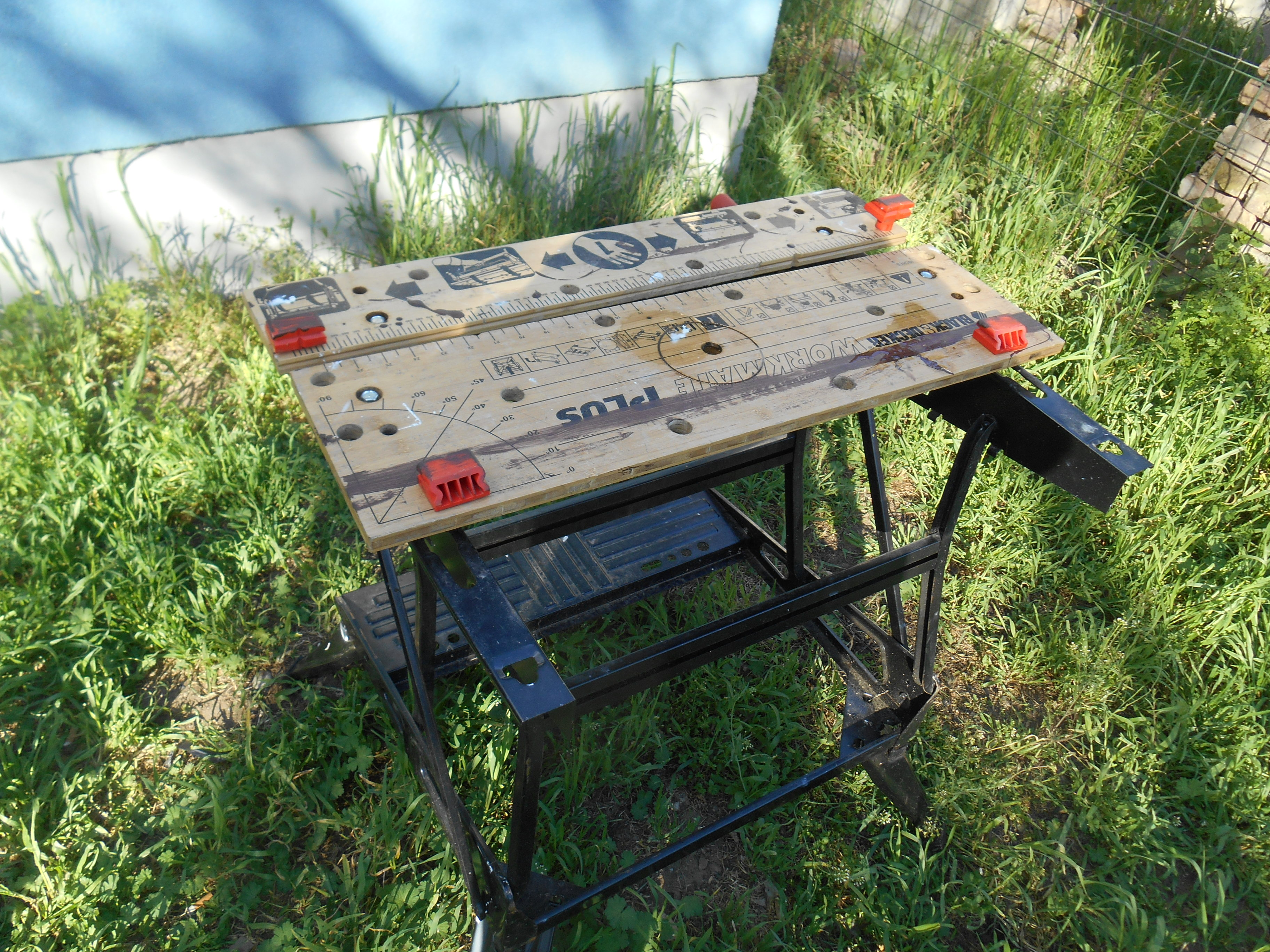
Un "Workmate Plus", per tallar amb una serra circular i fer retocs amb pintura, com a part del bricolatge general

El Black&Decker Workmate és un banc de treball portàtil d'ús general i una eina de fusteria general fabricada sota la marca Black&Decker. És una taula plegable per a la portabilitat, però quan es desplega fa uns 3 peus (1 m) alt. El taulell està format per dues mordasses de fusta, una de les quals és fixa i l'altra mòbil sobre varetes roscades accionades per nanses. Es pot utilitzar com banc de fuster per a subjectar peces de fusta, metall i altres materials, ja sigui subjectats entre les mordasses o, utilitzant els topes de banc subministrats, subjectada a la part superior de la taula. Les mordasses són prou amples per subjectar la majoria d'eines de sobretaula, com ara una premsa de trepant, una planadora, una serra d'ingletes, etc.

## Història

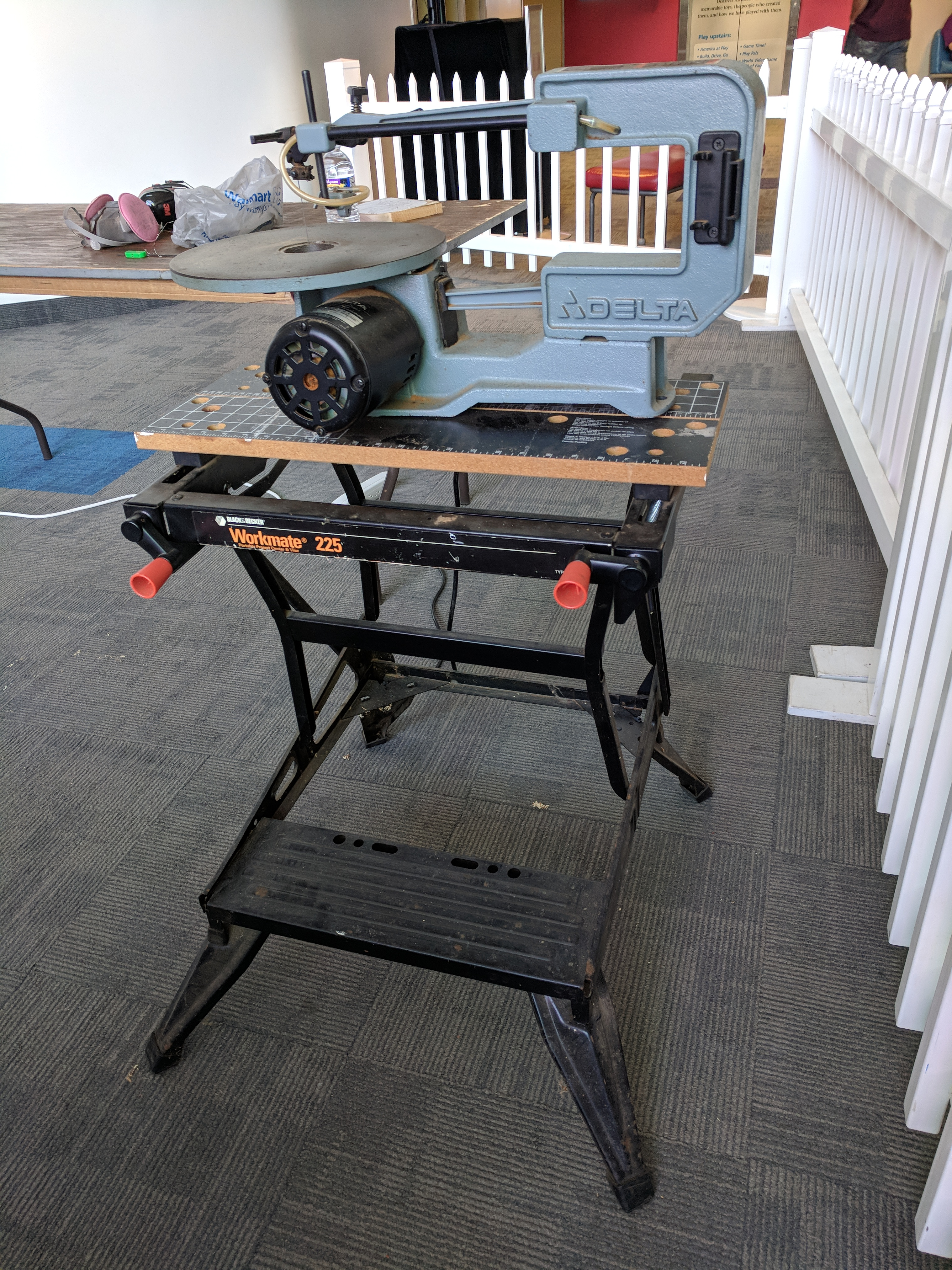
Un "Workmate Plus", com suport d'una serra de calar

Quan el va inventar, el dissenyador Ron Hickman va tenir dificultats per convèncer a alguna empresa perqué comercialitzés el Workmate i els va vendre ell mateix a les fires comercials. Va tenir el seu primer avenç l'any 1968, després de convèncer una revista de bricolatge perquè el deixés exposar a la Ideal Home Exhibition de Londres, la qual cosa li va permetre vendre 1.800 unitats aquell any.
Després de tenir cert èxit el 1971, Black&Decker va decidir treballar amb Hickman per millorar el seu disseny inicial i el 1972 va començar a fabricar la versió Black&Decker Workmate MKII. Quan es va llançar, es va vendre al Regne Unit per 24,95 £.
Black&Decker va tenir problemes per mantenir-se al dia amb la demanda del Workmate al Regne Unit, però encara no estava convençut de com seria acceptat el Workmate als Estats Units. Com a prova del nivell de la demanda, el Workmate WM325, fabricat al Regne Unit, es va introduir al mercat dels Estats Units l'any 1974 com el Model 79-001 Tipus E ("E" per a Anglaterra). Els consumidors nord-americans els van aceptar i Black&Decker va començar a construir Workmates per al mercat nord-americà a la seva fàbrica de Brockville, Ontario, Canadà.
El primer Workmate fabricat al Canadà i venut als Estats Units va ser designat com el Model 79-001 Tipus 1. El 79-001 es va produir fins a 1982, amb revisions freqüents, designat pels números de tipus 2, 3, 4, 5, 6, 7., 8 i 9. Els tipus E del nº 1 al nº 5 utilitzaven un parell de marcs en H pivotants d'alumini fos per suportar les mordasses i permetre que el Workmate es plegués per a l'emmagatzematge. El marc en H d'alumini va donar al Workmate un aspecte molt distintiu i es va considerar "el millor traç estètic de Hickman". A partir del tipus 6, els marcs en H d'alumini es van substituir per altres d'acer estampat.
Des de llavors, Black&Decker ha venut 30 milions de Workmates (2011). Ron Hickman va rebre una comissió d'uns 50 penics (0,50 lliures esterlines) per cada Workmate venut i es va convertir en un home ric.